# Onychopterocheilus fereniger
Onychopterocheilus fereniger är en stekelart som först beskrevs av Giordani Soika 1952.  Onychopterocheilus fereniger ingår i släktet Onychopterocheilus och familjen Eumenidae. Inga underarter finns listade i Catalogue of Life.